# Elecciones parlamentarias de Letonia de 2018
Las elecciones parlamentarias de Letonia de 2018 se celebraron después de la expiración del término por el cual había sifi electo el Saeima y se realizaron el 6 de octubre de 2018.

## Antecedentes
En las elecciones de 2014, el Partido Socialdemócrata «Armonía» emergió como el partido más votado. A pesar de ser el partido más grande, Armonía no logró formar gobierno. Una coalición fue formada por Unidad, la Unión de Verdes y Campesinos y la Alianza Nacional con Laimdota Straujuma como primera ministra. El 7 de diciembre de 2015, renunció después del aumento en las tensiones dentro de la coalición gobernante. Tras su renuncia y varios escándalos en torno a la líder de la Unidad, Solvita Āboltiņa, las encuestas de opinión mostraron una rápida caída del apoyo a la Unidad. El 13 de enero de 2016, Māris Kučinskis de la Unión de Verdes y Campesinos fue nominado para ser el próximo primer ministro por el presidente Raimonds Vējonis. Su gobierno fue aprobado por el Saeima el 11 de febrero.

## Sistema electoral
Los 100 miembros de la Saeima son elegidos por lista abierta de representantes proporcionales de cinco distritos electorales de múltiples miembros (Kurzeme, Latgale, Riga (en los que se cuentan los votos en el extranjero), Vidzeme y Zemgale) de entre 13 y 32 escaños. Los asientos se asignan utilizando el método de Sainte-Laguë con un umbral electoral nacional del 5%.

## Resultados
| Partido                            | Partido                            | Votos     | %     | Escaños | +/–   |
| ---------------------------------- | ---------------------------------- | --------- | ----- | ------- | ----- |
|                                    | Partido Socialdemócrata «Armonía»  | 167,117   | 19.80 | 23      | –1    |
|                                    | ¿A quién pertenece el país?        | 120,264   | 14.25 | 16      | Nuevo |
|                                    | Nuevo Partido Conservador          | 114,694   | 13.59 | 16      | +16   |
|                                    | Desarrollo/¡Para!                  | 101,685   | 12.04 | 13      | +13   |
|                                    | Alianza Nacional                   | 92,963    | 11.01 | 13      | –4    |
|                                    | Unión de Verdes y Campesinos       | 83,675    | 9.91  | 11      | –10   |
|                                    | Nueva Unidad                       | 56,542    | 6.69  | 8       | –15   |
|                                    | Asociación Letona de Regiones      | 35,018    | 4.14  | 0       | –8    |
|                                    | Unión Rusa de Letonia              | 27,014    | 3.20  | 0       | 0     |
|                                    | Progresistas                       | 22,078    | 2.61  | 0       | Nuevo |
|                                    | Para Letonia desde el Corazón      | 7,114     | 0.84  | 0       | –7    |
|                                    | Nacionalistas letones              | 4,245     | 0.50  | 0       | Nuevo |
|                                    | Por una alternativa                | 2,900     | 0.34  | 0       | Nuevo |
|                                    | Unión SKG                          | 1,735     | 0.20  | 0       | Nuevo |
|                                    | Partido de Acción Euroescéptica    | 1,059     | 0.12  | 0       | Nuevo |
|                                    | Partido Centrista Letón            | 897       | 0.10  | 0       | Nuevo |
| Votos inválidos/en blanco          | Votos inválidos/en blanco          | 5,925     | –     | –       | –     |
| Total                              | Total                              | 844,925   | 100   | 100     | 0     |
| Votantes registrados/participación | Votantes registrados/participación | 1,548,100 | 54.58 | –       | –     |
| Fuente: CVK                        |                                    |           |       |         |       |